# Bisdom Göteborg

Bisdom Göteborg

Het bisdom Göteborg (Zweeds: Göteborgs stift) is een bisdom van de Zweedse Kerk met zetel in de stad Göteborg. Het bisdom werd opgericht in 1665.

## Bisschop van Göteborg
- Per Eckerdal, 2011-

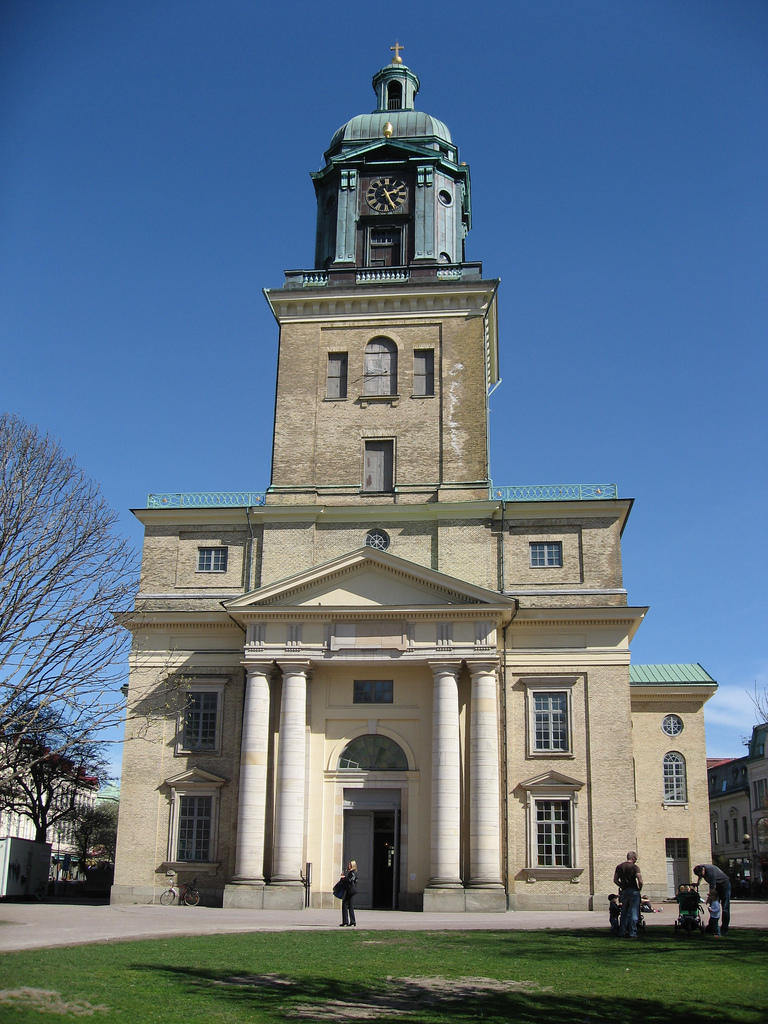
Dom van Göteborg
Wapen van het bisdom